# Östra Kvallåkra naturreservat
Östra Kvallåkra är ett naturreservat i Hällaryds socken i Karlshamns kommun i Blekinge.
Reservatet är skyddat sedan 2004 och omfattar 38 hektar. Området är beläget norr om Hällaryd och bildar tillsammans med naturreservaten Kvallåkra och Persgärde ett stort sammanhängande naturskyddat naturskogsområde.
I området finns branta sluttningar och marken är blockrik. Till större delen består skogarna av ädellövskog, lövblandskog och sumpskog. I reservatets västra del finns en dalgång med odlingsmarker. Området innefattar delar av Sandsjön och Svartagyl.
Naturreservatet ingår i EU:s ekologiska nätverk, Natura 2000.